# Fonazione

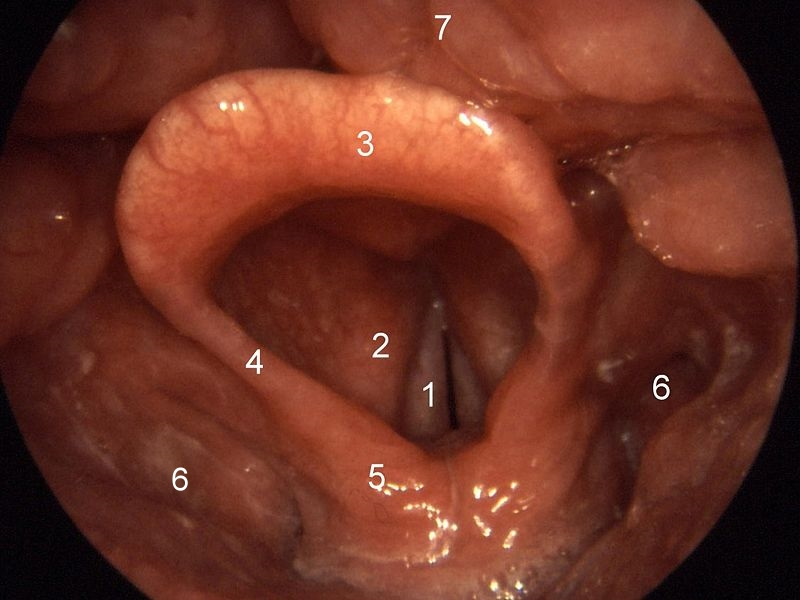
Immagine endoscopica della laringe, in cui sono evidenziate le differenze di colore fra le corde vocali vere (grigio-biancastre) e false (rosee):
1) Pieghe vocali (corde vocali vere)
2) Pieghe ventricolari (corde vocali false)
3) Epiglottide
4) Pieghe ariepiglottiche
5) Cartilagini aritenoidi
6) Recesso piriforme
7) Radice della lingua.

La fonazione è il processo con il quale le corde vocali producono una specifica gamma di suoni attraverso opportune vibrazioni che coinvolgono anche diverse strutture della laringe.
La variazione della frequenza di vibrazione delle corde vocali, congiuntamente al lavoro della laringe e della bocca, porta all'articolazione della parola e all'emissione coordinata di suoni.
Il processo della fonazione avviene quando l'aria, spinta dai polmoni in direzione della trachea verso la laringe, sospinta dall'attività del diaframma e dei muscoli del torace, passa con forza sufficiente attraverso le corde vocali facendole vibrare.
Il suono che la laringe produce è una serie armonica naturale.
L'atto della fonazione è cruciale in ambito canoro, nel quale è necessario che ogni fase venga eseguita in modo sano e privo di rigidità muscolari non necessarie. È utile soprattutto saper bene articolare i suoni in modo tale che questi possano essere ben compresi dal pubblico che li ascolta.